# SV Gloggnitz
SV Gloggnitz – austriacki klub piłkarski, mający siedzibę w mieście Gloggnitz, na wschodzie kraju. Obecnie gra w 2. Landesliga Ost.

## Historia
Chronologia nazw:
- 1922: SV Gloggnitz
- 1961: ASK Gloggnitz
- 1971: ASK SV FEZ Gloggnitz – po fuzji z FEZ Gloggnitz
- 1974: SV Gloggnitz

Klub sportowy SV Gloggnitz został założony w miejscowości Gloggnitz w 1922 roku. Początkowo zespół grał w niższych klasach mistrzostw Dolnej Austrii. Wskutek aneksji Austrii przez Rzeszą Niemiecką 12 marca 1938 roku rozgrywki w Austrii były organizowane jako część mistrzostw Niemiec. Austriackie kluby walczyli w Gaulidze, a zwycięzca potem uczestniczył w rozgrywkach pucharowych o tytuł mistrza Niemiec. W tamtym czasie klub występował na trzecim lub drugim poziomie mistrzostw Niederdonau.
Po zakończeniu II wojny światowej klub startował w Landesliga Niederösterreich. W 1948 liga została oficjalnie zakwalifikowana jako jedna z lig drugiego poziomu. W sezonie 1948/49 zespół został mistrzem ligi i zdobył historyczny awans do najwyższej ligi. Debiutowy sezon 1949/50 w Staatsliga A zakończył na 11.miejscu i został zdegradowany do Staatsligi B. W 1953 zespół spadł do Landesligi Niederösterreich (D3). W 1961 zwyciężył w trzeciej lidze i jako ASK Gloggnitz awansował do Regionalligi Ost. W 1966 spadł do Landesliga Niederösterreich, a w 1970 do Unterligi Süd-Südost. Po spadku klub potem występował w niższych ligach regionalnych mistrzostw Dolnej Austrii. W 1971 roku klub połączył się z lokalnym rywalem FEZ Gloggnitz, tworząc ASK SV FEZ Gloggnitz. Jednak to nie uratowało klub od spadku do 1.Klasse Süd w 1971 oraz do 2. Klasse Südwest (D6) w 1972 roku. W następnym roku klub wrócił do 1.Klasse Süd, ale w 1974 po kolejnej reorganizacji systemu lig status ligi został obniżony do VI poziomu. Klub powrócił też do historycznej nazwy SV Gloggnitz. W 1977 klub awansował do Oberligi Ost, a w 1982 do 1. Landesligi (D4). Jednak po zajęciu ostatniej pozycji w sezonie 1982/83 klub został zdegradowany do 2. Landesligi. Po 15 latach gry na piątym poziomie w 1998 spadł do Gebietsliga Süd/Südost. W 2004 nastąpił kolejny spadek do 1. Klasse Süd (D7). W 2008 roku klub awansował do Gebietsligi Süd/Südost, a w 2018 do 2. Landesligi Ost.

## Barwy klubowe, strój
|  |  |

Klub ma barwy niebiesko-białe. Zawodnicy domowe spotkania zazwyczaj grają w niebieskich koszulkach, białych spodenkach oraz niebieskich getrach.

## Sukcesy

### Trofea międzynarodowe
Nie uczestniczył w rozgrywkach europejskich (stan na 31-05-2019).

### Trofea krajowe
| \| \| Zdobyte trofea w rozgrywkach Austrii (stan na: 31-05-2019) \| |                                                            |      |                  |
| Rozgrywki                                                           | Osiągnięcie                                                | Razy | Sezon(y)         |
| · Mistrzostwo                                                       | I miejsce                                                  | 0    |                  |
| · Mistrzostwo                                                       | II miejsce                                                 | 0    |                  |
| · Mistrzostwo                                                       | III miejsce                                                | 0    |                  |
| · Mistrzostwo                                                       | 11.miejsce                                                 | 1    | 1949/50          |
| Puchar                                                              | zdobywca                                                   | 0    |                  |
| Puchar                                                              | finalista                                                  | 0    |                  |
| Puchar                                                              | ćwierćfinalista                                            | 1    | 1947/48          |
| II liga                                                             | I miejsce                                                  | 1    | 1948/49          |
| II liga                                                             | II miejsce                                                 | 0    |                  |
| II liga                                                             | III miejsce                                                | 2    | 1963/64, 1964/65 |
| Austria                                                             | Zdobyte trofea w rozgrywkach Austrii (stan na: 31-05-2019) |      |                  |

- Landesliga Niederösterreich (D3):
  - mistrz (1x): 1960/61
  - wicemistrz (2x): 1958/59, 1959/60

## Poszczególne sezony

### Rozgrywki międzynarodowe

#### Europejskie puchary
Nie uczestniczył w rozgrywkach europejskich.

### Rozgrywki krajowe
| \| Austria \| Bilans występów klubu w rozgrywkach piłkarskich Austrii (Stan na 31 maja 2019 r.) \| \| |                                                                                   |        |       |   |   |   |    |    |     |                                 |        |        |      |
| Poziom                                                                                                | Rozgrywki                                                                         | Sezony | Mecze | Z | R | P | B+ | B– | Pkt | Lata                            | Awanse | Spadki | Naj. |
| I | Staatsliga A                                                                      | 1      |       |   |   |   |    |    |     | 1949/50                         | 0      | 1      | 11   |
| II | Landesliga Niederösterreich/ Staatsliga B/ Regionalliga Ost                       | 10+    |       |   |   |   |    |    |     | 19??–1949, 1950–1952, 1961–1966 | 1      | 2      | 1    |
| III                                                                                                   | Landesliga Niederösterreich                                                       | 14+    |       |   |   |   |    |    |     | 19??–1939, 1952–1961, 1966–1970 | 1      | 1      | 1    |
| | Puchar Austrii                                                                    | 5      |       |   |   |   |    |    |     | od 1947                         | 0      | 0      | 1/4  |
| Austria                                                                                               | Bilans występów klubu w rozgrywkach piłkarskich Austrii (Stan na 31 maja 2019 r.) |        |       |   |   |   |    |    |     |                                 |        |        |      |

## Struktura klubu

### Stadion
Klub piłkarski rozgrywa swoje mecze domowe na stadionie Alpenstadion w Gloggnitz o pojemności 3000 widzów.

### Inne sekcje
Klub prowadzi drużyny dla dzieci i młodzieży w każdym wieku. Funkcjonuje też drużyna piłki nożnej kobiet, która w 2005 zdobyła awans do Bundesligi kobiet. W latach 2012–2015 istniała fuzja z żeńskim zespołem SC Wiener Neustadt.

## Kibice i rywalizacja z innymi klubami

### Derby
- SC Neunkirchen
- Admira Wiener Neustadt
- Wacker Wiener Neustadt
- SC Wiener Neustadt
- Wiener Neustädter SC